# حضرت سلطان (درگز)
حضرت سلطان؛ نام روستایی تاریخی از توابع بخش نوخندان شهرستان درگز در استان خراسان رضوی ایران است. این روستا در دهستان شهرستانه قرار دارد و براساس سرشماری مرکز آمار ایران در سال ۱۳۸۵، جمعیت آن ۹۶ نفر (۲۷خانوار) بوده‌است.